# 竹山秀傳醫院
竹山秀傳醫院（英文：Zhushan Show Chwan Hospital）位於南投縣竹山鎮，屬秀傳醫療體系，創辦人黃明和。於1995年05月1日創立，主要提供急、門診服務。總病床數290床。

## 歷任副院長
- 陳榕生[5]
- 曾俊凱、沈德群[6]

## 秀傳醫療法人資訊
所屬機構
- 彰化秀傳紀念醫院：彰化市中山路一段五四二號
- 彰濱秀傳紀念醫院：彰化縣鹿港鎮鹿工路6號
- 臺南市立醫院：臺南市東區崇德路 670 號
- 高雄市立岡山醫院：高雄市岡山區壽天路12號

策略聯盟
- 秀傳醫院：臺北市大安區光復南路116巷1號
- 竹山秀傳醫院：南投縣竹山鎮集山路二段75號
- 田中仁和醫院：彰化縣田中鎮中州路一段157號
- 員林何醫院：員林市民族街33號

## 外部連結
- 官方网站